# To Die For...
To Die For... – pierwszy album niemieckiej grupy Scream Silence, wydany w 1999 roku.

## Lista utworów
1. „Lost Children” – 5:41
2. „Promise” – 5:21
3. „Deliverance” – 3:51
4. „Immortal” – 5:55
5. „Vampyr” – 6:02
6. „Illumination” – 4:32
7. „Secret” – 4:13
8. „Twilight” – 5:26
9. „Dust of Souls” – 5:07
10. „To Die For” – 7:13
11. „To Die For (Acoustic Version)” – 3:12

## Twórcy
- Hardy Fieting – wokal, instrumenty klawiszowe
- Jörg Rennewald – gitara, wokal wspierający
- Rene Schulze – gitara basowa
- Heiko Wolf – perkusja